# Hypolimnas interstincta
Hypolimnas interstincta är en fjärilsart som beskrevs av Butler 1873. Hypolimnas interstincta ingår i släktet Hypolimnas och familjen praktfjärilar. Inga underarter finns listade i Catalogue of Life.